# 1910 în artă
← 1907 în artă — 1908 în artă — 1909 în artă ——  1910 în artă  —— 1911 în artă — 1912 în artă — 1913 în artă →
1910 în artă implică o serie de evenimente:

## Evenimente

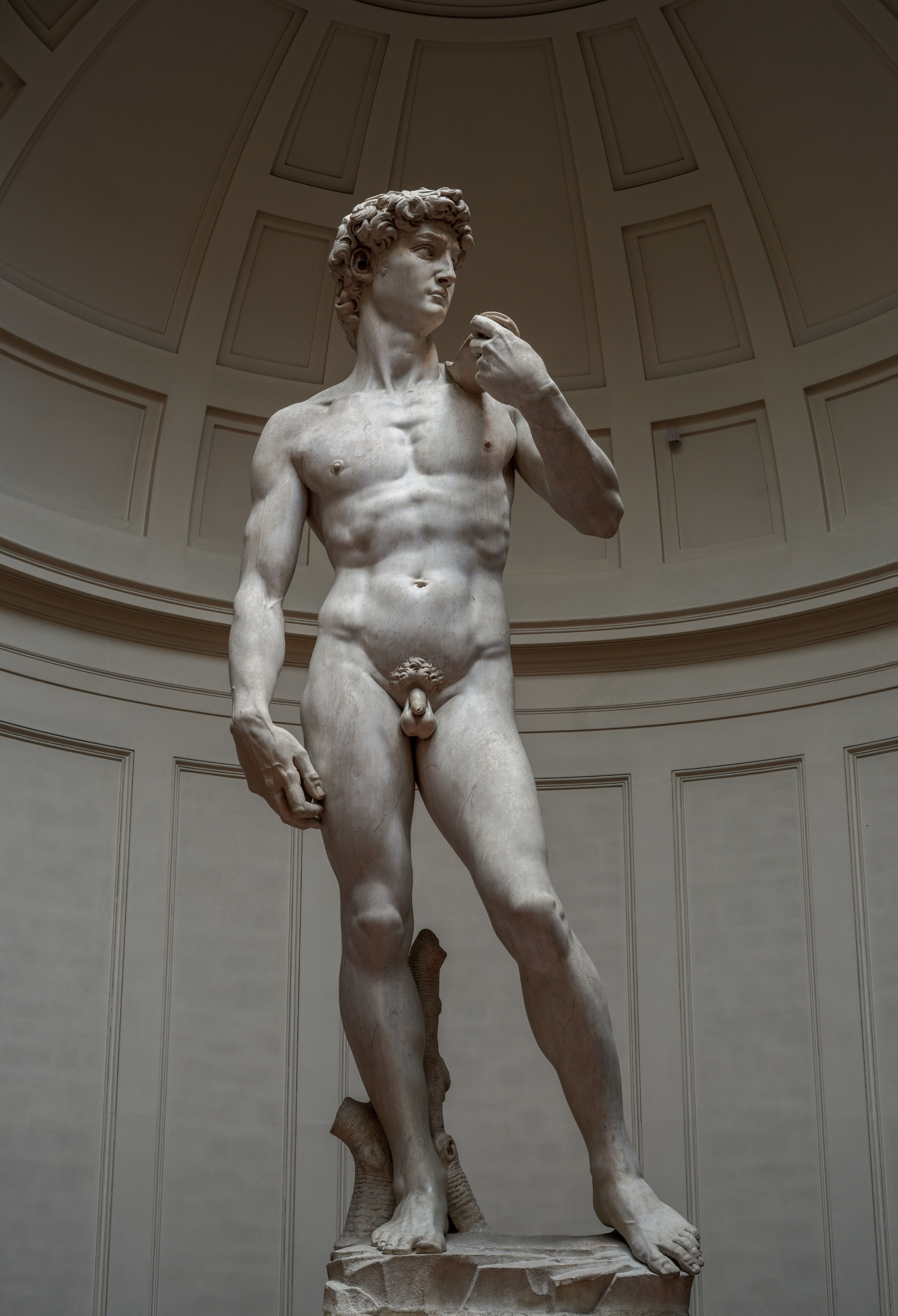
Celebra sculptură David de Michelangelo Buonarroti — (5,17 m pe 1,99 m – realizată între 1501 și 1504)

### Evenimente artistice oriunde
- 27 aprilie – Poetul futurist Filippo Tommaso Marinetti publică manifestul artistic Contro Venezia passatista - Împotriva Veneției iubitoare de trecut și o enunță public în Piazza San Marco din Veneția.
- Robert Delaunay se căsătorește cu Sonia Terk.
- Sculptorul Robert Kionsek, specializat în sculpturi în bronz, se alătură atelierului de lucru din Berlin al sculptorului Ferdinand Preiss pentru a realiza compania artistică PK; cei doi artiști plastici își unesc eforturile și talentele pentru a produce sculpturi în bronz și în fildeș.
- Istoricul de artă ceh Antonin Matějček folosește termenul Expresionism, pentru a contrasta cu, deja foarte frecventul folosit, impresionism.[1]
- Compozitorul rus Alexander Scriabin compune Prometeu - Poemul focului, Opus 60, lucrare simfonică pentru pian, orchestră, cor (opțional) și clavier à lumières ori Chromola (pentru orga de culori, inventată de Preston Millar).
- O statuie, replică unu-la-unu, a celebrei statui David de Michelangelo Buonarroti este instalată în Piazza della Signoria din Florența (unde originalul stătuse 369 de ani, între 1504 și 1873).

## Galerie (lucrări din 1910)

Lucrări reprezentative
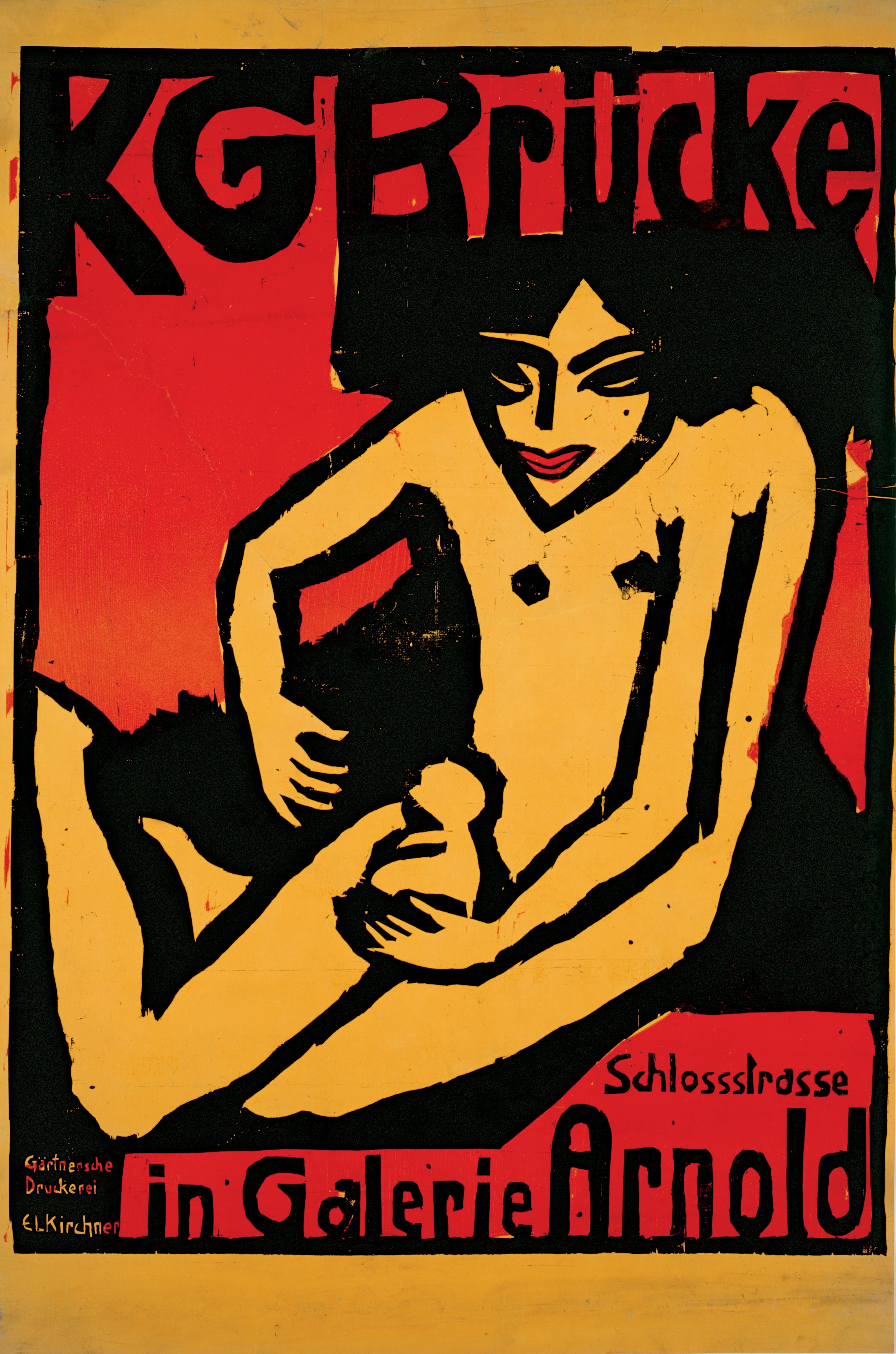
1910 — Ernst Ludwig Kirchner - Poster for the exhibition for the artists' group Die Brücke at the Arnold Gallery Dresden - Google Art Project